# Powiat Jōza
Powiat Jōza (jap. 上座郡 Jōza-gun) – dawny powiat w Japonii, w prefekturze Fukuoka.

## Historia

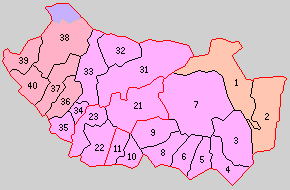
Powiat Jōza (1–11 – 1889 r.)

W pierwszym roku okresu Meiji na terenie powiatu znajdowały się 43 wioski.
Powiat został założony 1 listopada 1878 roku. 1 kwietnia 1889 roku powiat został podzielony na 11 wiosek: Koishiwara, Hōshuyama, Masue (松末村), Haki, Kukimiya (久喜宮村), Shiwa (志波村), 高木村, Asakura, Miyano, Fukunarii  Ōba.
1 kwietnia 1896 roku powiat Jōza został włączony w teren nowo powstałego powiatu Asakura. W wyniku tego połączenia powiat został rozwiązany.